# Przemysław Mitkowski
Przemysław Piotr Mitkowski (ur. 17 września 1965 w Poznaniu) – polski kardiolog, profesor nauk medycznych; profesor nadzwyczajny w I Katedrze i Klinice Kardiologii Wydziału Lekarskiego II Uniwersytetu Medycznego w Poznaniu (Szpital Przemienienia Pańskiego).

## Życiorys
Dyplom lekarski z wyróżnieniem uzyskał na Akademii Medycznej w Poznaniu (obecnie Uniwersytet Medyczny) w 1990 i na tej uczelni zdobywał kolejne stopnie naukowe i awanse akademickie (od 1991 – asystent, od 2007 – adiunkt, od 2016 – profesor nadzwyczajny). Jeszcze podczas studiów, w 1989 roku, zdobył wyróżnienie „Primus inter pares" dla najlepszego studenta poznańskich uczelni. Zagraniczne szkolenia odbył w: Klinice Kardiologii Medizinische Hochschule Hannover (1990; zaburzenia rytmu serca, elektroterapia) oraz na Oddziale Kardiologii Uniwersytetu Chrystiana Albrechta w Kilonii (1995; kardiologia interwencyjna).
Doktoryzował się w 1998 broniąc pracy pt. Wpływ stałej elektrostymulacji serca w czasie przeciążenia objętościowego na stężenie przedsionkowego peptydu natriuretycznego (ANP) w osoczu krwi oraz na wybrane parametry hemodynamiczne, przygotowanej pod kierunkiem Romualda Ochotnego. Posiada specjalizację z chorób wewnętrznych (I stopień – 1993, II stopień – 1998), z kardiologii (2001) oraz hipertensjologii (2009).
W 2004 uzyskał European Cardiologist Diploma. Jako pierwszy lekarz z Polski uzyskał w 2006 ESC/EHRA Accreditation in Cardiac Pacing.
Habilitował się w 2012 na podstawie oceny dorobku naukowego i rozprawy pt. Wybrane aspekty leczenia niewydolności serca metodą stymulacji resynchronizującej lewą komorę serca. Tytuł naukowy profesora nauk medycznych otrzymał w 2018. W I Klinice Kardiologii poznańskiego Uniwersytetu Medycznego kieruje Pracownią Elektroterapii Serca.
W pracy klinicznej i badawczej zajmuje się m.in. zaburzeniami rytmu serca, elektrokardiologią nieinwazyjną, wszczepialnymi urządzeniami do elektroterapii serca oraz leczeniem inwazyjnym w chorobie niedokrwiennej serca.
Na dorobek naukowy P. Mitkowskiego składa się szereg opracowań oryginalnych publikowanych m.in. w czasopismach takich jak: „American Journal of Cardiology", „Postępy w Kardiologii Interwencyjnej” oraz „Kardiologia Polska”.
W ramach Polskiego Towarzystwa Kardiologicznego sprawował szereg funkcji, m.in.: sekretarza zarządu głównego, skarbnika oraz przewodniczącego Sekcji Rytmu Serca. Od 2021 pełni funkcję prezesa PTK. Jest ekspertem Agencji Oceny Technologii Medycznych i Taryfikacji w zakresie elektroterapii serca.
Ponadto od 2002 jest członkiem Europejskiego Towarzystwa Kardiologicznego (stąd skrót FESC używany po nazwisku oznaczający po angielsku Fellow of the European Society of Cardiology). Należy także m.in. do Polskiego Towarzystwa Nadciśnienia Tętniczego, European Heart Rhythm Association (EHRA) oraz Heart Rhythm Society.